# Farkya
Farkya (tiếng Ả Rập: فركيا) là một ngôi làng Syria nằm ở Ihsim Nahiyah ở huyện Ariha, Idlib. Theo Cục Thống kê Trung ương Syria (CBS), Farkya có dân số 1264 trong cuộc điều tra dân số năm 2004.